# Kretek
Kretek är det ursprungliga indonesiska, numera internationella, namnet på en typ cigaretter av tobak smaksatt med kryddnejlika. Namnet är onomatopoetiskt och syftar på det knastrande ljud som uppstår när man  bränner kryddnejlika.
Kretek uppfanns på tidigt 1880-tal som ett sätt att leverera de hälsobringande egenskaperna i nejlikeolja (eugenol) till lungorna. Det blev snabbt en populär form av hostmedicin. I början av 1900-talet marknadsfördes kretek som förrullade cigaretter (tidigare hade de rullats för hand av användarna själva).
På 1960- och 70-talet blev kretek en nationell symbol, som fick skattelättnader som inte gavs till "vita" cigaretter, och industrin gick gradvis över till maskinrullning istället för att det gjordes för hand. Den industriella metoden gick om handrullning i mitten av 80-talet. Idag dominerar kretek runt 90 % av den indonesiska cigarettmarknaden. Tillverkningen är en av de största inkomstkällorna för den indonesiska staten. Produktionen är fördelad på över 500 oberoende tillverkare, med 180 000 personer anställda. Ytterligare 10 miljoner personer sysselsätts indirekt med hantering av kretek.

## Knaster
Jämför det svenska slanguttrycket knaster som beteckning på dålig tobak.